# Praomys degraaffi
Praomys degraaffi é uma espécie de roedor da família Muridae.
Pode ser encontrada nos seguintes países: Burundi, Ruanda e Uganda.
Os seus habitats naturais são: regiões subtropicais ou tropicais húmidas de alta altitude.
Está ameaçada por perda de habitat.